# Caracciolo Parra Pérez (personnalité politique)
Pour les articles homonymes, voir Caracciolo Parra Pérez, Parra et Pérez.
Caracciolo Parra-Pérez, né à Mérida le 19 mars 1888 et mort à Paris le 19 septembre 1964, avocat, historien et politicien vénézuélien. Ministre des Relations extérieures de 1941 à 1945. Son travail historique est l'un des plus remarquables de l'historiographie vénézuélienne.

## Biographie
Fils de Ramón Parra Picón et Juana Pérez. Il a obtenu un doctorat en sciences politiques à l'Université des Andes. Comme thèse il a présenté une recherche sur « El juicio de divorcio ». Encore étudiant, il collabore au journal Paz y Trabajo (1904-1908) et fait partie du groupe littéraire « Génesis » (1905-1908). 
En 1906, il a voyagé en Europe pour la première fois. Après avoir obtenu son diplôme en 1910, il s'installe à Caracas et l'année suivante à Paris, où il fait des études supérieures en droit et en sciences politiques. En 1913, il entre dans la carrière diplomatique lorsqu'il est nommé attaché de la légation du Venezuela en France (1913-1915), puis secrétaire (1915-1919). 
Il a été chargé d'affaires en Suisse (1919-1926) et représentant du Venezuela à la Société des Nations (1920-1921/1923-1939). En 1927, il est nommé ministre du Venezuela en Italie.
Depuis son poste diplomatique à Rome, il participe activement à plusieurs projets du général Eleazar López Contreras qui a succédé à Juan Vicente Gómez à la présidence de la république. Après un bref transfert diplomatique en Angleterre, il retourne au Venezuela et est nommé ministre de l'Éducation, poste qu'il occupe pendant 26 jours. En décembre de la même année, il est nommé chef de la délégation vénézuélienne qui participe à la Conférence interaméricaine sur la consolidation de la paix qui se tient à Buenos Aires. 
Entre 1937 et 1938, il a été ministre du Venezuela en Suisse. En 1939, il est transféré en Espagne ; il occupe cette fonction lorsqu'il est appelé par le nouveau président de la République, le général Isaías Medina Angarita, qui le nomme ministre des affaires étrangères. 
Après la Seconde Guerre mondiale, la Conférence de San Francisco, préparatoire aux futures Nations unies, se réunit aux États-Unis. Parra-Pérez a présidé la délégation vénézuélienne et était la seule latino-américaine à diriger une commission. Il était également le rapporteur au moment de la présentation du projet de Déclaration universelle des droits de l'homme concernant la Cour internationale de justice de La Haye. Le ministre Parra Perez annoncé que le Venezuela ne reconnaissait pas la frontière avec la Guyane britannique (la Guyane moderne), ce qui a conduit le ambassadeur Anglais Ogilvie-Forbes à prédire à Anthony Eden un retour au long conflit frontalier, qui avait été supposément réglé pour de bon en 1899.
Peu après le retour de Parra Pérez de cette réunion mondiale, il démissionne du ministère des Affaires étrangères le 12 juillet 1945 et est remplacé par Gustavo Herrera. Lorsque le gouvernement du General Medina Angarita a été renversé par un coup d'État civil-militaire le 18 octobre 1945, Parra Pérez, qui a habité alors dans la maison de l'historien Vicente Dávila au Country Club de Caracas, a dû se réfugier dans de Belgique ambassade et une foule, croyant que la maison était sa propriété, a pillé et procédé à l'incendie de la bibliothèque de Dávila qui s'y trouvait. 
La plainte de Dávila a été portée devant le tribunal, où il a poursuivi son collègue en justice, car, selon lui, si Parra Pérez l'avait appelé, il aurait affronté la foule et clarifié la situation. Le défenseur de Parra Pérez était le Dr Nicomedes Zuloaga. Vicente Dávila a dénoncé l'attitude de Parra Pérez envers les académies d'histoire de tous les pays d'Amérique latine. Plus de cinq cents écrivains d'Amérique du Sud ont envoyé de nombreux ouvrages d'histoire au Dr Dávila, pour ressusciter la collection sous le titre de Biblioteca Fénix. 
Entre 1949 et 1958, il a été ambassadeur du Venezuela auprès de l'Unesco. L’Académie française lui décerne le prix de la langue-française en 1949. En 1960, il a voyagé à Caracas pour son incorporation à l'Académie nationale d'histoire le 5 juillet. En 1962, il est nommé à l'Institut de France. À la suite, il habite à Paris jusqu'à sa mort.

## Œuvre

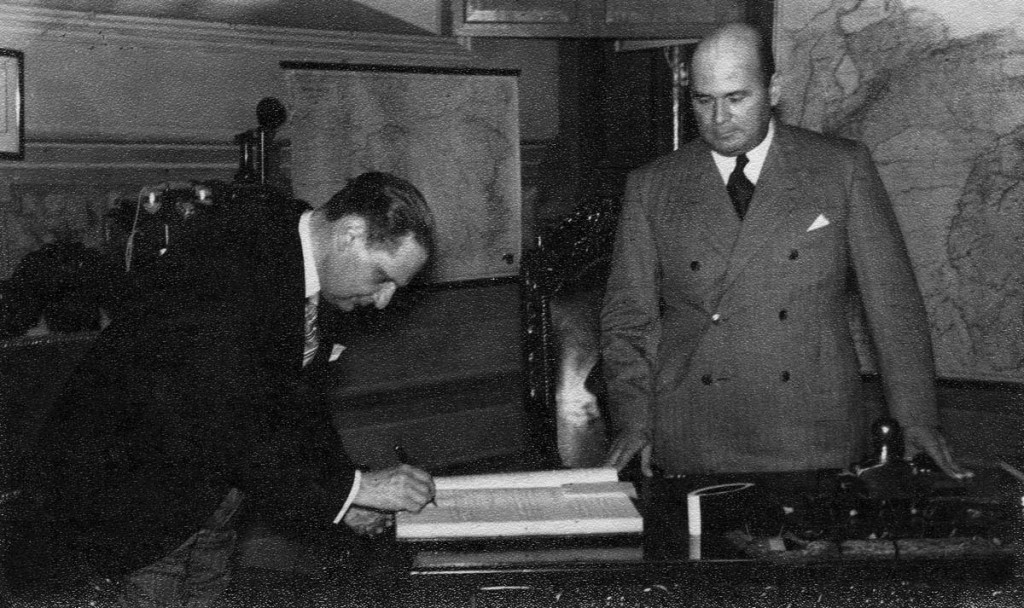
Parra-Pérez et le président Medina-Angarita.

À partir de 1916, il se consacre à l'étude de l'histoire. Il s'agit de ses trois études sur les amis étrangers de Simón Bolívar, rédigées en français et publiées dans le livre Quelques pages sur Bolívar (1918), dont il a inclus les versions espagnoles dans ses Páginas de historia y poémica (1943). 
En 1925, il a publié en français sa Miranda et la révolution française. Il écrit également plusieurs études connexes sur Francisco de Miranda, telles que Delphine de Custine, belle amie de Miranda (1927) et Miranda et Madame de Custine (1950). 
Il continua à étudier Miranda et eut la chance de trouver et de sauver pour le Venezuela, en 1926, ses archives en Angleterre.
En 1925, à Berne, Suisse, il commence à écrire son Historia de la Primera República de Venezuela (Histoire de la première République du Venezuela), qui est un corollaire de son étude de Miranda. En 1927 il y écrit son ouvrage sur El régimen español en Venezuela (1932). 
Sur son activité politique depuis la mort de Gómez jusqu'à la chute du gouvernement de Medina, Parra Pérez a laissé un livre, Diario de navegación (publié après sa mort en 1999). 
Ses interventions publiques en tant que ministre ont été rassemblées dans le volume Discursos (1961). À partir de 1946, il se consacre à l'achèvement de son ouvrage sur le général Santiago Mariño qui, basé sur la biographie de ce héros de l'indépendance, présente un large panorama du processus politico-militaire au Venezuela pendant la première moitié du XIXe siècle, dans les séries Mariño y la independencia de Venezuela (5 volumes) et Mariño y las guerras civiles (3 volumes), ainsi qu'une étude monographique dense sur La monarquía en la Gran Colombia. De son vivant, Parra Pérez a publié 8 volumes sur Mariño, dont le dernier a circulé en 1960, mais il n'a pas réussi à terminer l'ouvrage.